# Arnold Plankensteiner
Arnold Plankensteiner (21. června 1824 Sankt Veit in der Gegend – 27. června 1878 Liebenau) byl rakouský politik německé národnosti ze Štýrska, v 2. polovině 19. století poslanec Říšské rady.

## Biografie
Do roku 1847 studoval práva na Univerzitě ve Štýrském Hradci. Pak do roku 1856 působil ve správě rodinného statku Pichlschloß u Neumarkt in Steiermark. V roce 1856 zřídil v Liebenau u Štýrského Hradce vzorový zemědělský podnik, který mj. zásoboval Štýrský Hradec mlékem.
V roce 1861 byl zvolen na Štýrský zemský sněm. Stal se i členem zemského výboru. Mandát obhájil 21. ledna 1867 za kurii venkovských obcí, obvod Murau, Oberwölz a Neumarkt in Steiermark. Zemský sněm ho 23. února 1867 zvolil i do Říšské rady za kurii venkovských obcí ve Štýrsku. V srpnu 1869 se uvádí, že před krátkou dobou na mandát poslance Říšské rady rezignoval. V osobním rejstříku poslanců na V. zasedání Říšské rady od prosince 1869 se již neuvádí. V zemském sněmu mandát obhájil i v roce 1871. Důvodem pro rezignaci byl fakt, že přijal funkci člena správní rady a složením poslaneckého mandátu chtěl předejít dojmu, že skrz své politické angažmá získává posty. Politicky se řadil k německým liberálům (takzvaná Ústavní strana, liberálně a centralisticky orientovaná, odmítající federalistické aspirace neněmeckých etnik), mezi nimiž náležel mezi nejaktivnější a nejbystřejší poslance. V parlamentních rozpravách odmítal vládní návrhy branného zákona a zákona o pozemkové dani a obhajoval maximální svobodu.
V roce 1869 mu byl udělen Řád Františka Josefa, ale Plankensteiner ho odmítl. V listu ministru Karlu Giskrovi, jenž mu udělení řádu navrhl, uvedl, že svou politickou činnost vykonává nezištně, bez nároku na ocenění.
Podílel se na zřízení ministerstva orby (zemědělství). Po roce 1872 se stáhl z veřejného života.